# Lambert Jaegers
Lambert Jaegers (Eupen, 3 februari 1952) was een Belgisch lid van het Parlement van de Duitstalige Gemeenschap.

## Levensloop
Jaegers behaalde het diploma van sociologie aan de Universiteit Luik en van sociale en economische politiek aan de UCL. Beroepshalve werd hij bediende en penningmeester van de Ecolo-fractie in het Parlement van de Duitstalige Gemeenschap.
In 1981 werd hij lid van de partij Ecolo en was van 1987 tot 1991 voorzitter van de Duitstalige Ecolo-afdeling. Van 2013 tot 2018 was hij ook OCMW-voorzitter van Eupen.
Daarnaast was hij van 1990 tot 2004 en van 2006 tot 2009 volksvertegenwoordiger van de Duitstalige Gemeenschap en was in dit parlement van 1992 tot 2004 en van januari tot juni 2009 de fractievoorzitter van zijn partij.